# Celina Murga
Celina Murga (n. 6 de abril de 1973; Paraná, Entre Ríos) es una directora de cine y guionista argentina que ha obtenido varios premios.

## Actividad en el cine
Estudió en la Universidad del Cine en la que luego permaneció como docente. Fue guionista y directora de varios cortometrajes, entre los cuales pueden citarse  Interior-Noche  (1999) y  Una tarde feliz  (2002). También trabajó como asistente de dirección en varias películas: Sábado (2001), Sólo por hoy (2001) y El fondo del mar (2003). Su primer largometraje, Ana y los otros (2003), recibió gran cantidad de elogios y premios de la crítica especializada y fue preclasificado de interés por el Instituto Nacional de Cine y Artes Audiovisuales. La segunda película titulada Una semana solos  (2007) fue estrenada en el marco del Buenos Aires Festival Internacional de Cine Independiente y ha sido objeto ya de distinciones internacionales. 
En 2009 obtuvo una beca en el contexto de la Iniciativa Artística Rolex para estudiar durante un año con Martin Scorsese. En el 62° Festival Internacional de Cine de Berlín su primer documental Escuela Normal ganó la mención especial del Premio Caligari, que da un jurado independiente a la mejor película de la exigente sección Fórum.
Años después, en 2023 Martin Scorsese ingresa como Productor Ejecutivo para su película "El Aroma del Pasto Recién Cortado". Producida por Mostra Cine e Infinity Hill. Cuenta con Joaquín Furriel y Marina de Tavira como sus protagonistas.

## Filmografía
Directora
- Interior-Noche (1999)
- Una tarde feliz (2002)
- Ana y los otros (2003)
- Una semana solos (2007)
- Pavón (2010)
- Escuela Normal (2012)
- La tercera orilla (2014)
- El aroma del pasto recién cortado (2023)

Guionista
- Interior-Noche (1999)
- Una tarde feliz (2002)
- Ana y los otros (2003)
- Una semana solos (2007)
- Pavón (2010)
- Escuela Normal (2012)
- La tercera orilla (2014)
- El Aroma del Pasto Recién Cortado (2023)

Ayudante de dirección
- Sólo por hoy (2001)
- Sábado (2001)
- El fondo del mar (2003)

Edición
- La terraza (1997)
- Una tarde feliz (2002)

Productora
- Una tarde feliz (2002)
- Ana y los otros (2003)
- Escuela Normal (2012)
- La tercera orilla (2014)

## Premios y distinciones
Festival Internacional de Cine de Venecia
| Año  | Categoría                                                       | Película        | Resultado |
| ---- | --------------------------------------------------------------- | --------------- | --------- |
| 2003 | Cult Prize- International Week of Film Critics-Mención especial | Ana y los otros | Ganadora  |